# Strategic Hamlet Program
Das Wehrdorfprogramm (engl. Strategic Hamlet Program, vietn. Ấp Chiến lược), auch als Taylor-Staley-Plan bekannt, war ein im März 1962 begonnenes weitreichendes militärisches, politisches und soziales Programm. Es wurde von der südvietnamesischen Regierung mit Unterstützung der USA durchgeführt und hatte das Ziel, die Bevölkerung von dem Einfluss der Nationalen Befreiungsfront fernzuhalten. Dem Plan zufolge sollte die Zivilbevölkerung in einigen Landstrichen konzentriert werden, die unter der Kontrolle der Regierung standen. Nach anfänglichen Erfolgen zeigte sich jedoch bereits ein Jahr später, dass der Plan scheitern würde. Die Landbevölkerung wollte ihre Heimatgebiete vielfach nicht freiwillig verlassen. Korruption, Zwangsumsiedlungen, Missmanagement und die Willkür der zuständigen Beamten führten zu einer rapide abnehmenden Identifikation der Landbevölkerung mit der Regierung. Ende 1963 und Anfang 1964 wurde das Programm allmählich wieder eingestellt.

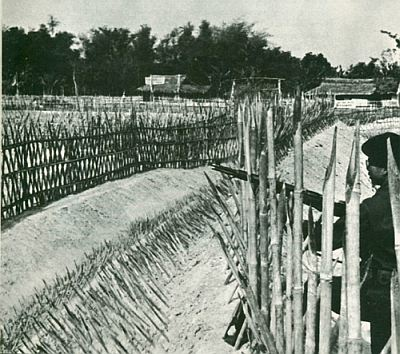
Ein strategisches Dorf in Südvietnam 1964

## Vietnam 1961
Nach dem Beginn der ersten größeren Kämpfe zwischen Aufständischen und Regierungstruppen Anfang 1960 entwickelte sich aus verschiedenen einzelnen Partisaneneinheiten bald eine an Schlagkraft gewinnende Widerstandsbewegung. Die bevorzugten Ziele der Guerillas waren zunächst fähige und einflussreiche Regierungsvertreter. Beispielsweise wurde der Chef der südvietnamesischen Geheimpolizei in den Provinzen Quang Ngai, Quang Nam und Bình Định, ein gefürchteter Mann namens Chau, mit einem Trick ausgeschaltet: einige Guerillas verkleideten sich als Offiziere der ARVN und schafften es unter einem Vorwand, Chau zu überreden, ihnen zu folgen. Als sie einige hundert Meter gegangen waren, wurden der Agent und seine Männer überfallen und entwaffnet. Chau wurde zur Abschreckung öffentlich exekutiert. Die Hinrichtung Chaus war kein Einzelfall, allein in der ersten Hälfte des Jahres 1960 wurden 780 Regierungsvertreter getötet und hunderte weitere entführt. Die Bedeutung dieser Hinrichtungen sollte nicht unterschätzt werden, mit jedem weiteren Anschlag sank der Einfluss der Regierung auf dem Land.
Nicht nur auf militärischer, sondern auch auf politischer Ebene organisierte sich der Widerstand gegen das Saigoner Regime. Am 20. Dezember 1960 wurde offiziell die Nationale Front für die Befreiung Südvietnams gegründet. Dabei handelte es sich um eine Allparteienregierung, deren Mitglieder ehemalige Anhänger der Việt Minh, bürgerliche Oppositionelle, Mitglieder der drei großen Sekten (Cao Dai, Hoa Hao und Bình Xuyên), Buddhisten, Intellektuelle und viele andere Menschen waren, die sich der südvietnamesische Regierungschef Ngo Dinh Diem durch seine unnachsichtige Politik zu Feinden gemacht hatte. Die NLF verkündete ein Programm, das breite Schichten der vietnamesischen Bevölkerung ansprechen sollte. Dieses beinhaltete unter anderem eine Umverteilung des Landes, die Verringerung der Pachtgebühren, die Absetzung Diems, die Förderung der heimischen Wirtschaft, die Reduzierung ausländischer Importe, die Gleichheit aller Religionen, Rassen und Geschlechter und schließlich die friedliche Vereinigung von Nord- und Südvietnam.

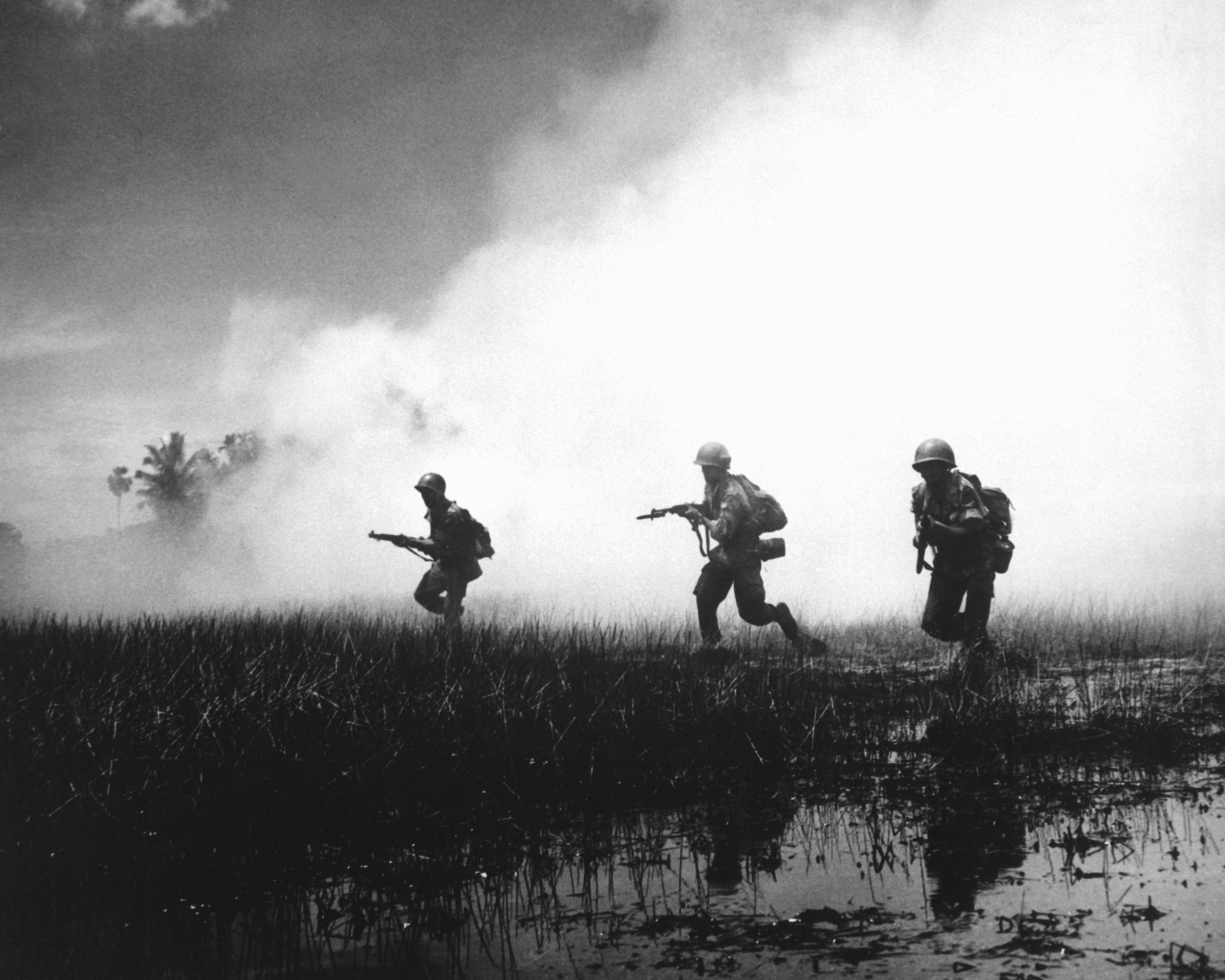
ARVN-Truppen im Mekong-Delta 1961

Im Verlauf des Jahres 1961 kam es in Südvietnam zu großen Veränderungen. Nach ihrer Gründung begann die NLF sofort mit der Ausweitung ihres Einflusses und übernahm die Kontrolle in vielen Landstrichen. Das bei weitem wichtigste Ziel war die Gewinnung der Bevölkerung für die Sache der Befreiungsfront. Dies fiel ihr meistens nicht schwer, da die Vertreter des Saigoner Regimes vielfach korrupte, grausame und herrschsüchtige Beamte waren, die unter der Bevölkerung verhasst waren. Es gibt unzählige Geschichten über barbarische Folter, Morde und Verhaftungen durch Vertreter Diems oder Soldaten der südvietnamesischen Armee. Ehemalige Widerstandskämpfer oder diejenigen, die sie für solche hielten, wurden häufig öffentlich enthauptet, um die Bevölkerung einzuschüchtern und jeden Gedanken an Widerstand zu unterdrücken. Das Gesetz 10/59 beispielsweise, welches im Mai 1959 erlassen wurde, gab den Vertretern Diems das Recht, jeder Person den Kopf abzuschlagen, die in Verdacht stand, mit den Rebellen zu sympathisieren. Neben den Grausamkeiten trugen auch Plünderungen, Zwangsumsiedlungen, strenge Zensur und das Verbot jeglicher politischer Opposition zu Diems Unpopularität unter der Bevölkerung bei.
Ende 1961 war die Lage überaus kritisch für Saigon, nach und nach schwand ihr Rückhalt in der vietnamesischen Gesellschaft. Zu dieser Zeit wurde die Regierung bereits massiv von der amerikanischen Regierung unterstützt. Als sich die Lage immer mehr zuspitzte und Diem die US-Regierung in einem Brief um Hilfe bat, entschied sich John F. Kennedy, Südvietnam durch verstärkte Militär- und Wirtschaftshilfe zu unterstützen. Die südvietnamesische Armee wurde um 50.000 Mann vergrößert und von wesentlich mehr US-Beratern unterstützt. Ein Bataillon der Green Berets wurde in den vietnamesischen Dschungel geschickt, um ethnische Minderheiten im westlichen Hochland zu mobilisieren und mit ihnen die Grenzen zu überwachen.

## Das Jahr der Wehrdörfer

### Taylor-Staley-Plan
Zwischen 1955 und 1961 gewährte Washington der südvietnamesischen Regierung Militär- und Wirtschaftshilfe in Höhe von ca. 2 Milliarden Dollar, ohne dass sich vorzeigbare Erfolge einstellten. Ein entscheidender Schritt zur Verbesserung der Lage war die Anwendung einer neuen, komplexen Strategie. Neben gesteigerten militärischen Anstrengungen sollte auch versucht werden, die Bevölkerung durch soziale und wirtschaftliche Mittel auf die Seite der Regierung zu ziehen. Der Urheber des Plans war der amerikanische Wirtschaftsfachmann Eugene Staley. Nach einigen Besuchen in Vietnam erkannte er, dass man der sozialen Revolution der NLF nur durch soziale Reformen entgegenwirken konnte. Es war notwendig, den Kampf gegen die Rebellen von einer militärischen auf eine politische Ebene zu verlagern.
Staleys Plan sah die Schaffung eines breiten, unbesiedelten Gebietsstreifens entlang der kambodschanischen und laotischen Grenze vor. Dorthin sollten die Guerillas zurückgedrängt werden, um sie in größeren militärischen Aktionen vernichten zu können. Gleichzeitig sollte in mehreren Schritten die Kontrolle über die Dörfer errungen werden:
Stufe 1: Die südvietnamesischen Dörfer sollten militärisch gesichert und aus der Hand der NLF befreit werden.
Stufe 2: Nach der Übernahme der Kontrolle sollte eine kompetente, nicht korrupte Lokalregierung eingesetzt werden.
Stufe 3: Nachdem die Sympathie der Bevölkerung erworben worden war, sollte Schritt für Schritt die materielle Lage der Bewohner verbessert werden.
Auf diese Art und Weise hoffte man den Guerillas das Wasser abgraben zu können. Wenn alle drei Stufen Erfolg hatten, würde das Gebiet zu einer sogenannten „Wohlfahrtszone“ werden – ein Gebiet, in dem die Bevölkerung völlig unter der Kontrolle der Regierung stehen und dem Einfluss der NLF-Propaganda entzogen sein würde. Staley teilte Südvietnam in drei Gebiete auf:
1. Gelbe Zonen: Gebiete, die bereits unter der Kontrolle Saigons standen. Hier würde die großzügige US-Hilfe zuerst zum Einsatz kommen.
2. Blaue Zonen: Gebiete, die nicht ganz unter dem Einfluss der Regierung standen, d. h. „Niemandsland“, in dem sich sowohl Truppen Saigons als auch die der NLF bewegten, wo die Bewohner aber noch für die Sache der Regierung gewonnen werden könnten.
3. Rote Zonen: Die Landstriche, die von den Guerillas kontrolliert wurden. Hier mussten zuerst gelbe Zonen geschaffen werden, von denen sich der Einfluss der Regierung allmählich ausbreiten würde. Militärische Aktionen hatten hier vor den zivilen Aktionen den Vorrang.
In allen drei Zonen sollten befestigte Siedlungen errichtet werden, strategische Dörfer mit Wassergräben, Stacheldrahtverhauen, Aussichtstürmen und Bambuspalisaden. Die Bewohner sollten eine militärische Ausbildung erhalten und zusammen mit regionalen Selbstverteidigungskräften die Landbevölkerung schützen. In den Siedlungen sollte es Schulen, Märkte und medizinische Einrichtungen geben. Zudem wurden vielen Bauern Land, eine gewisse Summe Geld und regelmäßige Lebensmittelrationen versprochen.

### Kampf um die Herzen der Menschen

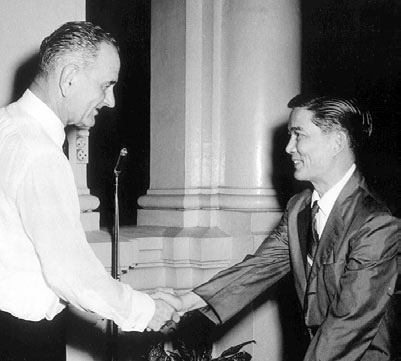
Der damalige Vizepräsident Lyndon B. Johnson trifft Ngo Dinh Nhu 1961

Nach anfänglichem Widerstand gegen die Pläne durch die Familie Diems wurde die Durchführung des Plans am 4. Januar 1962 beschlossen. Nachdem die Amerikaner versichert hatten, die Materialien für den Bau der Dörfer zu liefern, wurden Diem und sein Bruder Ngo Dinh Nhu zu der treibenden Kraft hinter dem Programm. Insgesamt sollten innerhalb von 18 Monaten 116 Wohlstandszonen mit 15.000 strategischen Dörfern errichtet werden, in denen 500 bis 900 Bewohnern pro Dorf lebten. Da das Mekong-Delta und die Küstenregionen ohnehin bereits dichter besiedelt waren, konnten dort bereits existierende Dörfer ausgebaut und befestigt werden. In den dünner besiedelten Provinzen musste die Bevölkerung jedoch erst konzentriert werden. Doch die Bauern, selbst die regierungsfreundlichen, waren vielfach nicht bereit, ihre Heimat zu verlassen und sich den Härten der Umsiedlung auszusetzen.
Anfang der 60er Jahre lebte mehr als 80 % der Bevölkerung auf Land, das von ihren Ahnen schon seit Generationen bebaut wurde. Dorfgemeinschaft und Familie waren dort, wo es meist nur sehr lose Beziehungen zu den staatlichen Autoritäten gab, die  wichtigsten gesellschaftsbildenden Faktoren. Neben den materiellen Verlust, den viele erlitten, wog das Zurücklassen der Ahnengräber häufig noch viel schwerer. Im konfuzianisch-buddhistisch geprägten Glauben der Bevölkerung spielten die Vorfahren eine sehr wichtige Rolle. Die Bauern von ihnen zu trennen bedeutet, sie zu entwurzeln und den Gefahren des Kosmos schutzlos auszuliefern.
Wenn sich die Bewohner weigerten umgesiedelt zu werden, was oft geschah, wurden sie gewaltsam aus den Dörfern vertrieben. Meistens konnten die Bauern nicht mehr in die strategischen Dörfer mitnehmen, als was sie am Leibe trugen, und ein bisschen persönliche Habe. Immer wieder kam es zu Gewalt gegen die Dorfbewohner. Einige Siedlungen, die sich geschlossen gegen die Umsiedlung zur Wehr gesetzt hatten, wurden gar von der vietnamesischen Luftwaffe bombardiert und zerstört. Dorfälteste, die sich gegen die Umsiedlung stellten, wurden von der ARVN oft auf grausame Art und Weise hingerichtet: Man wollte Exempel statuieren. Während die ersten Dörfer noch von Soldaten gebaut wurden, war es später durchaus üblich, die Bewohner zum Bau des neuen Dorfes, ohne jede Form von Bezahlung, zu zwingen. Die verlassenen Dörfer wurden oft vor den Augen der Bauern niedergebrannt, über den Plantagen, Feldern und Wäldern seit Ende 1961 auch erstmals Chemikalien versprüht, um alles pflanzliche Leben zu vernichten: eine Maßnahme, die dem Ansehen der USA in ganz Asien ungeheuer geschadet hat.
Die ersten strategischen Dörfer wurden in der Provinz Binh Duong, nördlich von Saigon errichtet. In den nächsten Monaten wurden während zahlreicher verschiedener Operationen hunderte weitere Dörfer in Süd- und Zentralvietnam errichtet, unter anderen in den Provinzen Quang Ngai, Binh Dinh und Phu Yen. Ein weiterer Schritt des Plans war die Entsendung sogenannter „Ziviler Aktionsgruppen“. Diese bestanden aus 20 bis 30 Mann, deren Aufgabe es war, Selbstverteidigungseinheiten auszubilden, landwirtschaftliche Kooperativen zu schaffen und Schulen und Kliniken zu bauen. Neben den normalen Dörfern wurden auch einige „Modelldörfer“ gebaut, Schaustücke, die ausländischen Vertretern gezeigt wurden. Der Leiter des britischen Beraterkontingents, Sir Robert Thompson, empfahl der Regierung, langsam vorzugehen und die Gebiete erst einmal großflächig militärisch zu sichern. Doch Diem wollte so viele strategische Dörfer wie möglich, so schnell wie möglich. Unzählige Siedlungen wurden in Gegenden errichtet, in denen die Regierung überhaupt keine dauerhafte Sicherheit garantieren konnte. Gebiete, die die Regierungstruppen nicht unter ihre Kontrolle bekommen konnten, wurden von Diem als sogenannte „offene Zonen“ deklariert. Die dort befindlichen Dörfer wurden das Ziel von sporadischem Bombardement durch Flugzeuge und Artillerie, um die Bewohner in die durch die Regierung kontrollierten Gebiete zu treiben. Die Folge waren tausende Flüchtlinge, die von Diem als Unterstützer seiner Politik gefeiert wurden. Tatsächlich jedoch trieben diese Maßnahmen nur einen weiteren Keil zwischen die bäuerliche Bevölkerung und die Regierung.

### Das Leben in den strategischen Dörfern
Nachdem die Bevölkerung in die Dörfer umgesiedelt worden war, freiwillig oder unfreiwillig, wurden ihre alltäglichen Gewohnheiten völlig verändert. Das Leben in den neuen Siedlungen verlief nach einem strengen Programm: Alle Bewohner bekamen Personalpapiere und Ausweise, und zwar solche, mit denen sie sich im Dorf, und solche, mit denen sie sich außerhalb bewegen konnten. Aus- und Eingänge wurden streng bewacht, oftmals wurden die Bewohner auch Leibesvisitationen unterzogen. Die Tore waren von 6 Uhr früh bis 19 Uhr abends geöffnet, nachts durfte niemand das Dorf verlassen oder betreten. Besuche von Dorf zu Dorf, um gemeinsam Feste, Beerdigungen oder Hochzeiten zu feiern – die beliebteste Form des gesellschaftlichen Verkehrs zwischen den Dorfbewohnern –, wurden untersagt. Sobald die Menschen umgesiedelt wurden, waren sie einem rigorosen Besteuerungssystem der Regierung ausgeliefert. 1962 verdiente ein vietnamesischer Bauer im Durchschnitt 1.000 Piaster, ca. 8 bis 10 Dollar, monatlich. Von diesem spärlichen Lohn musste er durchschnittlich 200 bis 400 Piaster Schutzsteuern zahlen, 4 Piaster für die südvietnamesische Flagge, die jeder Bewohner in den strategischen Dörfern besitzen musste, 50 Piaster für die Uniform, 30 Piaster für die Dorfverwaltung, Steuern für Geburten, Hochzeiten, Sterbefälle und so weiter. Die Bewohner mussten sich eines militärischen Trainings unterziehen und halbregulären Verbänden anschließen. Jeder männliche Bewohner über zwölf Jahren musste eine Waffe mit sich tragen, ob er wollte oder nicht. Die Leute wurden uniformiert, erwachsene Männer sollten blaue Jacken und weiße Hosen tragen, die Jungen weiße Jacken und weiße Hosen, die Frauen weiße Jacken und schwarze Hosen, alte Frauen schwarze Jacken und weiße Hosen – alles Maßnahmen, die den Umgesiedelten wie Schikanen erschienen.

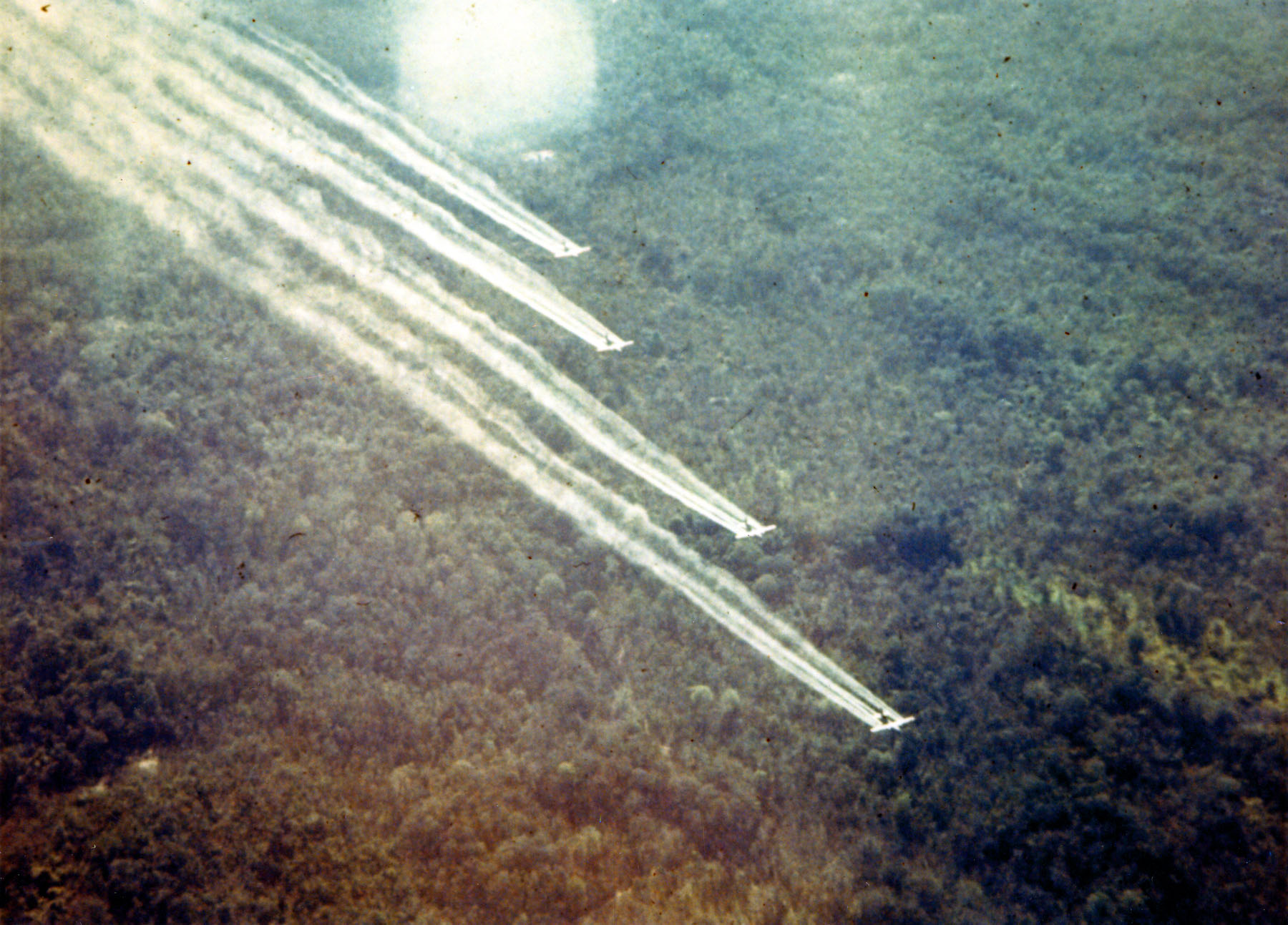
Amerikanische UC-123B Flugzeuge beim Versprühen von Entlaubungsmitteln im Zuge der Operation Ranch Hand

Seit Februar 1962 war es auch verboten, Gongs oder Trommeln zu schlagen, da es sich dabei um Signale für die Partisanen handeln konnte. Man gestattete den Bewohnern im zentralen Hochland, Gebiete im Umkreis von nur einen Kilometer zu bearbeiten, wodurch die Landwirtschaft praktisch zum Erliegen kam. Im Mekong-Delta waren die Felder der Bauern meist mehrere Kilometer vom Dorf entfernt. Die Leute gingen morgens auf die Felder und kamen am späten Nachmittag wieder zurück, was bedeutete, dass sie sich den gesamten Tag über außerhalb der Sichtweite der Soldaten befanden. Nutztiere konnten innerhalb des Dorfes aus Platzmangel nicht gehalten werden. Aufgrund des eng begrenzten Gebietes um das Dorf war es auch mit der Jagd vorbei. Ein politisches Säuberungsprogramm wurde begonnen. Familienangehörige in den Gebieten, die bereits unter der Kontrolle der Guerillas standen, wurden aufgefordert, in die strategischen Dörfer zu kommen. Wenn sich die Bauern weigerten, hatten die Leute in den Dörfern Strafen zu erwarten. Die Siedlungen wurden nach Rebellen durchsucht, und wer im Verdacht stand, mit der NLF zu sympathisieren, oder Kontakte mit ihnen zu unterhalten, wurde verhaftet, verurteilt und oft auch öffentlich hingerichtet. Mit einem gewaltigen Aufwand gelang es dem Saigoner Regime, große Gebiete zumindest nominell unter die Kontrolle der Regierung zu bringen.
Ein weiterer Grund für die Unzufriedenheit der Bauern war die ausufernde Korruption unter den Regierungsvertretern. Schon vor der Umsiedlung hielten sich nur wenige Grundbesitzer an die von der Regierung auferlegte Verringerung der Pachtabgaben von 50 % auf durchschnittlich 25 % der Ernte. In den strategischen Dörfern änderte sich daran wenig. Die versprochenen neuen Hütten waren oftmals nichts weiter als schmutzige, schnell zusammengebaute Baracken. Von den Essensrationen, die die Amerikaner lieferten, behielt der Lagerchef nicht selten die Hälfte für sich und seine Mannschaft zurück. Gewaltige Summen Geld, die eigentlich als Hilfe für die Bauern gedacht waren, landeten in den Taschen von Regierungsbeamten oder der Familie Diems.

## Widerstand und Fehlschlag

### Eingreifen der Befreiungsfront
Das Motto der am Wehrdorfprogramm beteiligten Amerikaner lautete: „Wir können für Vietnam nur das tun, was die Regierung in Saigon tun will“. In diesem Gedanken lag jedoch eines der Grundprobleme, an dem der Plan scheitern würde. Bereits kurz nach Beginn der Umsiedlungen wurde klar, dass die Brüder Diem und Nhu nicht die Hebung der Lebensbedingungen beabsichtigen, sondern ausschließlich die physische Kontrolle der Bevölkerung. Das Eingreifen weiterer amerikanischer Fachleute und massive Kritik hatten nur wenig gebracht. Diem nahm die Hilfsgüter und Waffen der USA an, er sah darin eine historische Verpflichtung, die das reiche Amerika gegenüber dem armen, vom vermeintlichen Kommunismus bedrohten Vietnam selbstverständlich zu erfüllen hatte, doch Ratschläge wie man es besser machen könnte, verbat er sich. Bereits nach kurzer Zeit kam es in vielen Dörfern zu Aufständen. Vielfach brannten die Bewohner die Palisaden oder das eigene Dorf nieder und zerstörten die Waffen. Im Anschluss erzählten sie den vietnamesischen Soldaten, dass die Widerstandskämpfer das Dorf angegriffen und sich mit allen Waffen davongemacht hätten. Diese Proteste waren nicht immer von der NLF angezettelt. Doch das Ergebnis war immer dasselbe: verschärfte Strafen und weitere Hinrichtungen. Kuno Knöbl fasste die allgemeine Stimmung der Bevölkerung in die Worte: „Die Bauern hatten bald das Gefühl, dass die Regierung nicht sie, sondern dass sie sich im Gegenteil vor ihnen schützen wollte.“

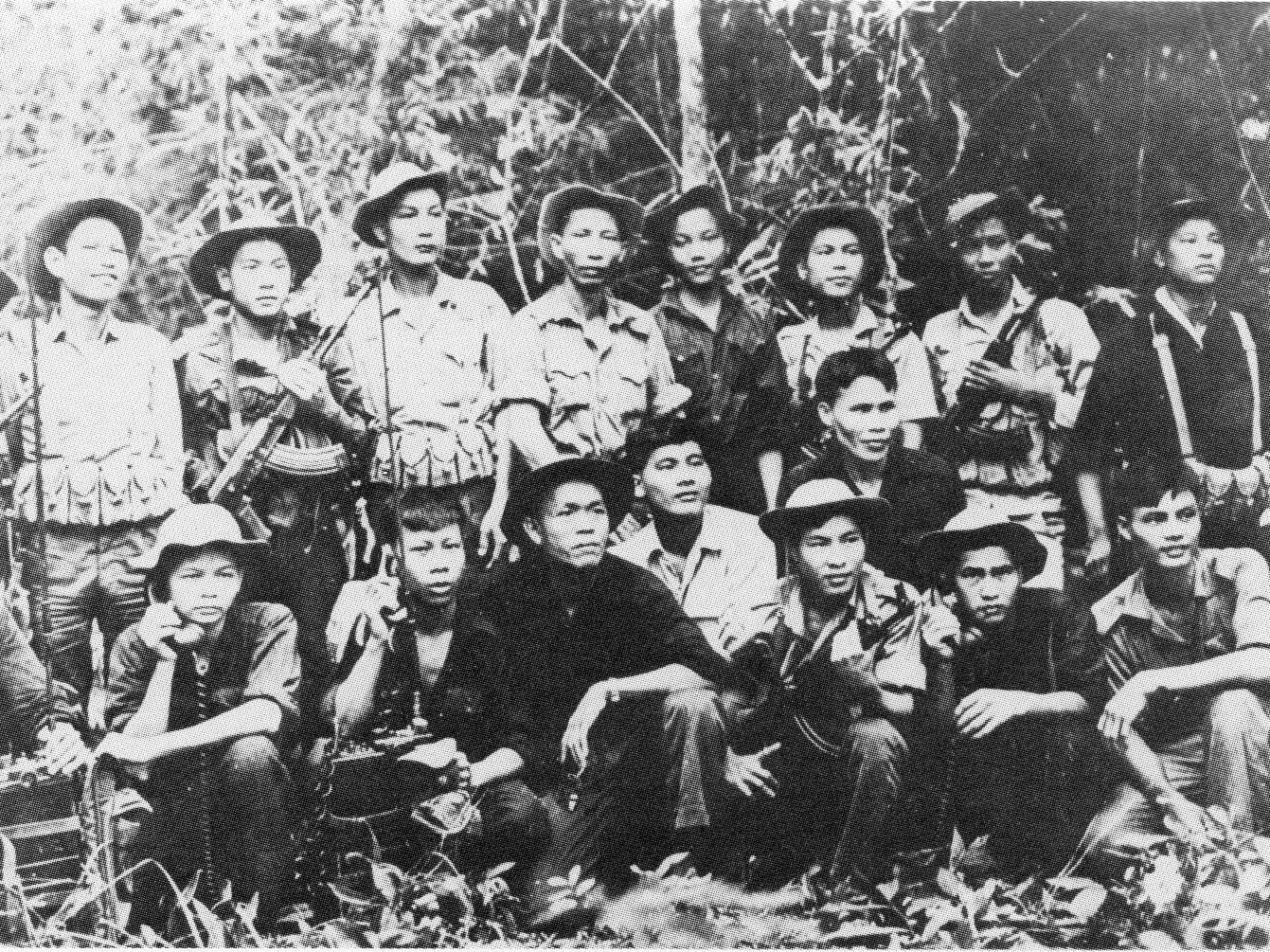
Kämpfer der NLF

Die Führer der Befreiungsfront waren über das weitreichende Programm Dr. Staleys anfangs sehr besorgt. Doch bald erkannten sie, dass das Wehrdorfprogramm für sie keine Gefahr darstellte, sondern im Gegenteil neue Möglichkeiten bot, die Bevölkerung gegen das Saigoner Regime aufzubringen. Daher wurden die strategischen Dörfer die bevorzugten Angriffsziele der Guerillas. Sie demonstrierten den Bauern eindringlich, dass die Regierung nicht in der Lage ist, sie zu schützen oder für sie zu sorgen. Bis zum November 1962, innerhalb von nur sieben Monaten, wurden allein in der Provinz Ben Tre von insgesamt 117 strategischen Dörfern 105 überfallen. Im Mekong-Delta zerstörten die Partisanen 547 Dörfer. In ganz Südvietnam sollen im Jahre 1962 insgesamt 2.000 Dörfer mehr als einmal angegriffen worden sein. Das Dorf Dai Dem wurde innerhalb eines Jahres sogar 36 Mal überfallen oder zerstört. Doch trotz aller Überfälle und Kämpfe blieb die Front einer Taktik immer treu: Das Leben der Bauern sollte nach Möglichkeit geschont werden. Opfer der Angriffe waren nur Soldaten und Funktionäre der Regierung. In einem Befehl der NLF-Kämpfer hieß es: „Die Bauern sollen nicht getötet werden. Die Befestigungsanlagen, vor allem aber die Stacheldrahtverhaue sind zu zerstören.“ Allein bis Ende 1962 wurden auf diese Art und Weise mehr als 1.250 Kilometer Stacheldraht und Palisaden zerstört. Da die Werkstätten der NLF einen steten Mangel an Rohstoffen hatten, kam ihnen der erbeutete Stacheldraht vielfach zugute. Vielen Bewohnern waren die Angriffe der Guerillas durchaus willkommen. Nur wenige Bauern waren echte Anhänger der Regierung, daher waren auch nur wenige bereit die Befestigungsanlagen nach den Angriffen wieder instand zu setzen, um das ihnen aufgezwungene Leben fortzuführen. Wenn es der NLF gelang ein Dorf unbeschädigt zu erobern, wurde es oft zu einem befestigten Platz unter ihrem Kommando. Im Gegensatz zu der Saigoner Regierung, die glaubte dass die Bauern von ihnen abhängig waren, wussten die Guerillas, dass sie nur würden bestehen können, wenn sie die aktive Unterstützung der Bevölkerung besaßen.
Ein weiteres Angriffsziel der Rebellen waren die Mitglieder der „Zivilen Aktionsgruppen“. Einige amerikanische Historiker sahen in diesen Aktionen Versuche die Zivilbevölkerung gegen die Regierung aufzubringen, indem man ihre soziale und wirtschaftliche Lage weiter verschlechterte. Guenter Lewy beschrieb sie sogar als: „Morde an … Schullehrern, medizinischem Personal und Sozialarbeitern die versucht haben das Leben der Bauern zu verbessern.“ Diese Aussagen mögen in einigen Fällen zutreffen, entsprechen jedoch nicht der vollen Wahrheit. In Wirklichkeit kamen den Bauern die von der Regierung zugesagten Hilfen nur in den seltensten Fällen zugute, auch ohne das Zutun der NLF. Die „Zivilen Aktionsgruppen“ wiederum hatten nicht den ausschließlich sozialen Charakter, den sie erwecken sollten. Ihre wichtigsten Aufgaben waren das Aufstellen von lokalen Selbstverteidigungseinheiten, die Errichtung von Verteidigungsanlagen, das Verteilen der Waffen und das Einsetzen von Regierungsvertretern. Somit waren sie eher von militärisch-politischer und weniger von sozialer Bedeutung. Bereits nach kurzer Zeit kam das medizinische Hilfsprogramm der strategischen Dörfer, Schlüsselelement der zivilen Arbeit und des südvietnamesischen Nachrichtendienstes, praktisch zum Erliegen.

### Das Scheitern des Wehrdorfprogramms
Das Ergebnis kaum einer anderen Operation während des Vietnamkrieges war so weit von den Erwartungen entfernt, wie das des Wehrdorfprogramms. Der Präsidentenpalast in Saigon veröffentlichte Zahlen, denen  zufolge bereits im Sommer 1962 mehr als ein Drittel der gesamten südvietnamesischen Bevölkerung, vier Millionen Menschen, in strategischen Dörfern und somit unter der Kontrolle der Regierung lebten. Erst nach dem Zusammenbruch des Diem-Regimes im November 1963 wurde klar, dass die Regierung systematisch militärische Statistiken fälschte um die Amerikaner zu beruhigen. Unzählige der angeblich 3.225 befestigten Siedlungen existierten nur auf dem Papier. Nach dem Putsch versuchte der neue Regierungschef, General Dương Văn Minh, die innenpolitische Lage zu beruhigen. Daher begann er damit das Wehrdorfprogramm Schritt für Schritt zurückzufahren. Er erlaubte es jedem, der in einem strategischen Dorf leben musste, wieder in sein Heimatgebiet zurückzukehren. Binnen weniger Wochen verließen tausende von Menschen die Dörfer, was schließlich das Ende des Wehrdorfprogramms bedeutete. Damit endeten zumindest die Zwangsumsiedlungen, die für so viel Unmut unter der bäuerlichen Bevölkerung gesorgt hatten. Ganz verschwand das Konzept der befestigten Siedlungen während des Krieges jedoch nie.
Das Ergebnis des Programms war eine Entfremdung der Bevölkerung von ihrer Regierung gigantischen Ausmaßes. Die Bauern reagierten auf die Repressalien und Unterdrückung mit immer größerer Erbitterung. Anstelle von Zentren des Widerstandes wurden die strategischen Dörfer leichte Ziele für die Subversion durch die Befreiungsfront. Darüber hinaus wurden die Bauern aufs Neue, und diesmal sehr einprägsam, mit allen Auswüchsen des korrupten Regimes konfrontiert, zu dem sie noch nie viel Vertrauen hatten, für das sie aber hätten gewonnen werden können. Ein französischer Plantagenbesitzer sagte einst: „Wer das Pech hatte, in ein schlecht geführtes strategisches Dorf zu geraten, und wer noch kein Anhänger des Viet Cong war, wurde es dort bestimmt.“